# انهيارات وان الثلجية 2020
في فبراير 2020، وقع اثنان من الانهيارات الثلجية بالقرب من بهجيساراي (Bahçesaray) شرق مقاطعة وان في تركيا. وقع الانهيار الأول في 4 فبراير، حيث دُفنت سيارتين جراء ذلك الانهيار، وبدأت عملية إنقاذ قامت بها رئاسة إدارة الكوارث والطوارئ شارك فيها حوالي 300 شخص. بينما وقع الانهيار الثاني، في 5 فبراير، بينما كانت عملية الإنقاذ مستمرة. قُتل 41 شخصًا على الأقل في الانهيارين، وأصيب 84 آخرين، ستة منهم في حالة خطيرة.

## الانهيارات الجليدية
في مساء يوم 4 فبراير 2020، وقع انهيار جليدي في ممر جبلي في منطقة بهجيساراي، تاركًا مركبة لإزالة الثلوج وحافلة صغيرة مدفونتان تحت الثلج. قُتل خمسة أشخاص وفُقد اثنان آخران جراء ذلك الانهيار، بينما تمكن سبعة ركاب وقائد السيارة من الفرار. واستجابة لذلك أطلقت رئاسة إدارة الكوارث والطوارئ في تركيا عملية إنقاذ رئيسية شملت حوالي 300 فرد. وأثناء وجود الفريق في الموقع وقع انهيار جليدي آخر في حوالي الساعة 5 ظهرًا، مما أدى إلى قلب المركبات ووفاة 33 شخصًا على الأقل.

## ما بعد الكارثة

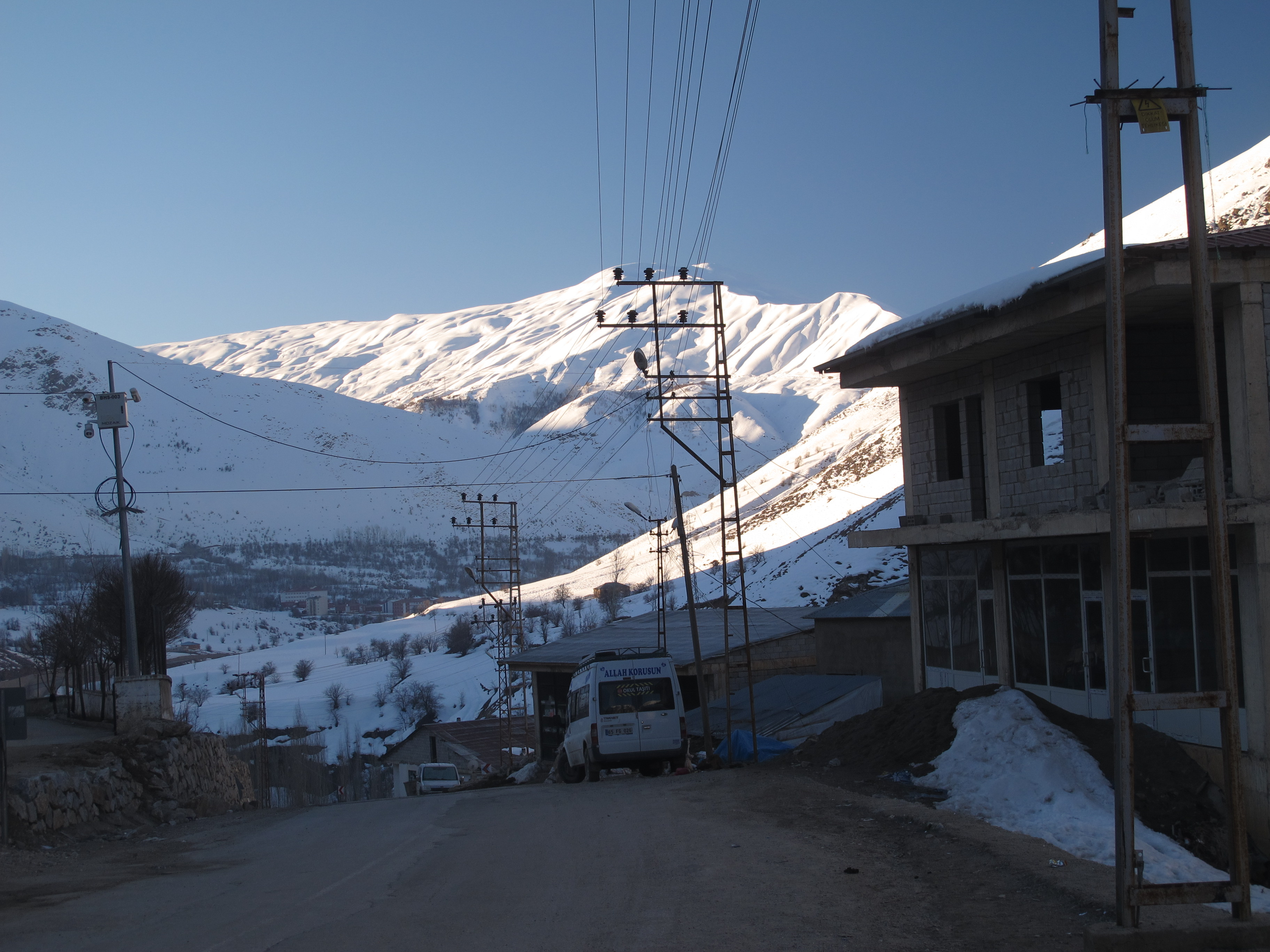
منظر شتوي في جبال İhtiyar Şahap (منظر من بهجيساراي))

وقال حاكم مقاطعة وان «محمد أمين بلمز» إن العدد الأولي لحالات الوفاة يبلغ 38 شخصًا بينهم ثمانية من ضباط الشرطة العسكرية وثلاثة من حراس القرى وثلاثة من رجال الإطفاء وتسعة متطوعين. وأعلن المسؤولون في وقت لاحق أن الإصابات بلغت 53 شخصًا، وبقي عدد غير معروف مدفونًا تحت الثلوج. كانت الثلوج الكثيفة والضباب والرياح القوية قد أدت إلى صعوبة جهود الإنقاذ،  حيث تم عزل أكثر من 114 موقعًا بسبب انسداد الطرق.
في 6 فبراير، أعلن مسؤولو AFAD أن عدد القتلى قد ارتفع إلى 41، وأن هناك 180 فردًا كانوا يبحثون عن جثث ما لا يقل عن ثلاثة أشخاص ما زالوا مفقودين، في الوقت الذي قاموا فيه بعمل تفجيرات محكومة لتقليل خطر حدوث المزيد من الانهيارات. وتحسبا لانقطاع الاتصالات، تم توفير محطتين أساسيتين متنقلتين. ارتفع عدد الجرحى إلى 84، بقي منهم 47 في المستشفى، من بينهم ستة في العناية المركزة.
أقيم تأبين في وان في 6 فبراير لعدد من الضحايا منهم 11 من ضباط الشرطة العسكرية وتسعة حراس قرويين واثنين من رجال الإطفاء الذين قتلوا في الكارثة. ثم تم إرسال توابيت المتوفين إلى مدنهم المختلفة لدفنها. في 7 فبرايرعينت وزارة الداخلية التركية فريقًا من ثلاثة مفتشين «للاستفسار والتحقيق في كل جانب من جوانب حادثتي الانهيار الجليدي».